# مبادئ (منطق)
المبادئ هي التي يتوقف عليها مسائل العلم، كتحرير المباحث وتقرير المذاهب، فللبحث أجزاء ثلاثة مرتبة بعضها على بعض، وهي المبادئ، والأواسط، والمقاطع، وهي المقدمات التي تنتهي الأدلة والحجج إليها من الضروريات والمسلمات، ومثل الدور والتسلسل. وهي التي لا تحتاج إلى البرهان، بخلاف المسائل، فإنها تتثبت بالبرهان.